# Heinrich von Plötzkau
Heinrich von Plötzkau, także Heinricus von Plotzke, Ploczk, Plotzek) (urodz. ?, zm. 27 lipca 1320) – komtur bałgijski w roku 1304, mistrz krajowy Prus w latach 1307–1309, wielki komtur w latach 1309–1312, wielki marszałek w latach 1312–1320.

## Życiorys
Henryk von Plötzkau pochodził z miejscowości Plötzkau (stąd przydomek „von Plötzkau”) położonej w Saksonii. Wywodził się z rodziny ministeriałów związanych z margrabiami brandenburskimi. Miał czterech braci, z których Bernard związał się z dworem margrabiów brandenburskich, natomiast Fryderyk na przełomie lat 1304/1306 objął godność biskupa Brandenburga. 
Do zakonu krzyżackiego wstąpił w około 1286. Związał się z baliwatem turyńskim, a szczególnie z komendami w Altenburgu i Halle. Pełnił pierwsze funkcje, m.in. był komturem. Do Prus przybył ok. roku 1300. W roku 1304 został komturem Bałgi, a w 1306 kapituła zakonna wybrała go na urząd mistrza krajowego prowincji pruskiej. Plötzkau należał do przeciwników Królestwa Polskiego. Doprowadził do zagarnięcia przez Zakon Pomorza Gdańskiego, co nastąpiło latach 1308–1309; Krzyżacy mieli wspomóc Polaków przeciwko Brandenburczykom. Po przenosinach do Prus wielkiego mistrza Zygfryda von Feuchtwangena, Plötzkau złożył swoją godność i został mianowany wielkim komturem. Nowy wielki komtur miał przemożny wpływ na Feuchtwangena, ciesząc się jednocześnie poważaniem u współbraci; w gruncie rzeczy uważa się, że sprawował wówczas faktyczną władzę nad Zakonem. W kwietniu 1311 Plötzkau zwyciężył wojska księcia litewskiego Witenesa w bitwie pod Wopławkami (Wopławki to obecnie wieś w powiecie kętrzyńskim, w woj. warmińsko-mazurskim). W 1312 został komturem królewieckim i równocześnie marszałkiem Zakonu.
Latem 1313 obległ zamek Biseny, po czym wycofał się. Jesienią ponowił atak; po długotrwałym oblężeniu spalił obydwa przedzamcza zamku. 3 stycznia 1314 w okręgu Miedniki wraz ze swoim wojskiem zabił lub wziął do niewoli 700 Litwinów (według Kroniki ziemi pruskiej Piotra z Dusburga). W lutym przypuścił szturm na zamek Sisdity; w walce zginęło 19 Litwinów i 7 Krzyżaków; po odstąpieniu od oblężenia Krzyżacy ograbili i spalili ziemie okręgu Miedniki. We wrześniu zdobył i zniszczył Nowogródek. Zimą 1316 ograbił i spustoszył okręg Postowa; na jego rozkaz wzięto do niewoli i zamordowano 500 Litwinów. Po powrocie do Królewca i ponownym zebraniu wielkiej armii po raz drugi spustoszył okręg Miedniki, biorąc do niewoli i mordując 200 Litwinów; krzyżacy stracili w walce 80 ludzi. W czerwcu 1317 podjął nieudaną próbę zdobycia zamku Giedymina. Jesienią 1318 podszedł pod zamki Junigedę i Pistę, nie mogąc ich zdobyć, spalił ich podzamcza. Wiosną 1319 ponownie spalił podzamcze Pisty.
Należał do zdecydowanych wrogów nowego mistrza Karola z Trewiru i był jednym z przywódców buntu przeciwko niemu w 1317. Był zwolennikiem ekspansji na wschód oraz wojny z Polską.
27 lipca 1320 na czele oddziału liczącego 40 rycerzy zakonnych oraz jednostek pomocniczych został otoczony przez Litwinów i zginął wraz z 29 rycerzami w bitwie pod Miednikami.